# Гусейнова, Марьям Рамазановна
Марьям Рамазановна Гусейнова (14 апреля 2003, Махачкала, Дагестан, Россия) — российская женщина-борец вольного стиля, призёр чемпионата России.

## Биография
В апреле 2021 года в Наро-Фоминске стала чемпионкой России среди юниорок. В июле 2021 года в немецком Дортмунде завоевала бронзовую медаль чемпионата Европы среди юниоров. В августе 2021 года в Уфе на чемпионате мира среди юниоров, где в стартовой схватке уступила будущей победительнице - американке Кеннеди Блэйдс, затем Марьям победила в первой утешительной схватке Нурзат Нуртаеву из Кыргызстана (6:4) и вышла в малый финал. В начале схватки за 3 место её соперница из Индии Санех получила травму при счёте 3:0 в пользу Марьям и не смогла продолжить борьбу, тем самым Гусейнова завоевала бронзовую медаль. В июне 2022 года завоевала бронзовую медаль чемпионата России в Наро-Фоминске.

## Спортивные результаты
- Чемпионат России по борьбе среди юниоров 2021 — ;
- Чемпионат Европы по борьбе среди юниоров 2021 — ;
- Чемпионат мира по борьбе среди юниоров 2021 — ;
- Чемпионат России по женской борьбе 2022 — ;